# Loučná Hora
Loučná Hora (německy Wiesenberg) je jedna z pěti částí obce Smidary. Leží na východě Čech v Královéhradeckém kraji v okrese Hradec Králové.

## Historie
První písemná zmínka o vesnici pochází z roku 1369.

## Přírodní poměry
Podél západní hranice katastrálního území vesnice protéká říčka Javorka, jejíž koryto a přilehlé břehy jsou součástí přírodní památky Javorka a Cidlina – Sběř.

## Pamětihodnosti
- Dřevěný kostel svatého Jiří z první poloviny 14. století se zvonicí
- Sloup se sochou Panny Marie